# Island i olympiska sommarspelen 2016
Island deltog med åtta deltagare vid de olympiska sommarspelen 2016 i Rio de Janeiro. Ingen av landets deltagare erövrade någon medalj.

## Simning
| Idrottare                 | Gren                     | Heat    | Heat      | Semifinal        | Semifinal        | Final            | Final            |
| Idrottare                 | Gren                     | Tid     | Placering | Tid              | Placering        | Tid              | Placering        |
| ------------------------- | ------------------------ | ------- | --------- | ---------------- | ---------------- | ---------------- | ---------------- |
| Anton Sveinn McKee        | Herrarnas 100 m bröstsim | 1.01,84 | 35        | Gick inte vidare | Gick inte vidare | Gick inte vidare | Gick inte vidare |
| Anton Sveinn McKee        | Herrarnas 200 m bröstsim | 2.11,39 | 18        | Gick inte vidare | Gick inte vidare | Gick inte vidare | Gick inte vidare |
| Eygló Ósk Gústafsdóttir   | Damernas 100 m ryggsim   | 1.00,89 | 16 Q      | 1.00,65          | 14               | Gick inte vidare | Gick inte vidare |
| Eygló Ósk Gústafsdóttir   | Damernas 200 m ryggsim   | 2.09,62 | 12 Q      | 2.08,84 0NR0     | =7 Q             | 2.09,44          | 8                |
| Hrafnhildur Lúthersdóttir | Damernas 100 m bröstsim  | 1.06,81 | 9 Q       | 1.06,71          | 7 Q              | 1.07,18          | 6                |
| Hrafnhildur Lúthersdóttir | Damernas 200 m bröstsim  | 2.24,43 | 10 Q      | 2.24,41          | 11               | Gick inte vidare | Gick inte vidare |